# Lilian Ryd
Lilian Christina Ryd, född 8 november 1949 i Jokkmokks församling, Norrbottens län, är en svensk författare och journalist.

## Biografi
Lilian Ryd växte upp i ett skogsarbetarhem i Vuollerim i Lappland, där fadern tidigt avled och modern ensam fick sköta familjen.
Efter studenten i Boden studerade hon vid Uppsala universitet och avlade en fil.kand. i engelska och franska. Hon fortsatte sedan sina studier vid Journalisthögskolan i Stockholm, och arbetade därefter som journalist på tidningar och nyhetsbyråer, bland annat som utrikesredaktör på Tidningarnas Telegrambyrå i Stockholm fram till 1987. 
Hennes bror, författaren Yngve Ryd, inspirerade henne då att börja intervjua äldre kvinnor i Jokkmokks kommun. Detta resulterade i den prisbelönta boken Kvinnor i väglöst land (1995). 
Hon har sedan fortsatt att skriva och föreläsa om norrländsk kultur- och kvinnohistoria. I boken Vi åt aldrig lunch (2004) beskriver hon sin klassresa med folklivsforskarögon, bland annat sitt umgänge med "68-vänstern" i Uppsala och Stockholm under 1970-talet.
Hennes bok Tusen år i Lappmarken (2012) är skriven i samarbete med juristen Tomas Cramér.

## Priser och utmärkelser
- Ájtte museums vänners kulturpris 1992
- Jokkmokks kommuns kulturstipendium 1996
- Kungliga Gustav Adolfs Akademien för svensk folkkultur, Nils Diös' pris 1997
- Måltidsakademien – Årets måltidslitteratur 2016.[6] 1:a pris i kategorin "Historisk måltidslitteratur" för boken Urfödan.
- Hedenvindplaketten 2016
- Läsarnas Sverige. Medalj 2017[7]
- Hedersdoktor vid Luleå tekniska universitet 2018
- Ájtte Musei Vänners stipendium 2019
- Region Hallands kulturstipendium för litteratur 2021